# Highlander (film)
Highlander je britsko-americký fantasy akční film z roku 1986, který natočil režisér Russell Mulcahy na motivy příběhu Gregory Widena. Hlavní role hrají Christopher Lambert, Sean Connery, Clancy Brown a Roxanne Hart. Na film navazují další čtyři pokračování a televizní seriály.
Na hudbě k filmu se podílela skupina Queen, zazněla zde především skladba Princes of the Universe, která později také tvořila znělku televizního seriálu Highlander. Dále je velmi známá skladba Who Wants to Live Forever.

## Příběh
V průběhu filmu se prolínají dvě základní časové roviny a místa: Skotsko 16. století a New York roku 1985. Hlavní hrdina Connor MacLeod (Christopher Lambert) se narodil v roce 1518 ve vesnici Glenfinnan na březích Loch Shiel. V roce 1536 je jeho klan ve válce s klanem Fraserů a Connor vyráží do své první bitvy. Spojencem Fraserů je mocný Kurgan (Clancy Brown), který poznal, že Connor je stejně jako on sám Nesmrtelný, a který chce v bitvě Connora zabít dříve, než si tento uvědomí své schopnosti. Žádný z Fraserů s Connorem podle dohody s Kurganem nebojuje, až se náhle Connora zmocní zvláštní bolest, která znamená blízkost jiného Nesmrtelného. Kurgan Connora smrtelně zraní, ale další MacLeodi mu zabrání v setnutí Connorovy hlavy. Když se Connor ze svého zranění druhý den zotaví, klan ho obviní z čarodějnictví a vyžene ho z vesnice.
Connor MacLeod se stane kovářem v Glen Coe, kde se ožení s Heather (Beatie Edney). V roce 1541 ho vyhledá jiný, mnohem starší Nesmrtelný, který se sám představí jako Juan Sanchez Villa-Lobos Ramírez (Sean Connery). Vysvětlí mu, že bolest, kterou pocítil při setkání s ním i s Kurganem je Oživení, které nutí Nesmrtelné bojovat jeden proti druhému. Ramírez Connora vycvičí v boji s mečem, zasvětí ho do pravidel světa Nesmrtelných a jejich prastarého zápasu mezi nimi. Nesmrtelní mohou zemřít jen oddělením hlavy od zbytku těla a jejich vzájemné souboje jsou zakázány na svaté půdě. Až bude zbývat jen hrstka Nesmrtelných, zúčastní se Střetnutí, na jehož konci „může zůstat jen jeden“, který jako vítěz získá Odměnu. Pokud by Odměnu získal zlý Kurgan, byl by to konec dosavadního světa. Později Ramírez také Connorovi řekne, že jeho španělské jméno je jen jedním z mnoha jmen, která již nesl. Toto jméno má z doby, kdy byl hlavním metalurgem krále Karla V., původem je však Egypťan. K boji používá katanu, kterou mu vyrobil Masamune v Japonsku v roce 593 před n. l. Masamune, otec princezny Shakiko, Ramírezovy třetí ženy, byl geniální kovář, který ve výrobě mečů předstihl svoji dobu. Ramírez Connora přesvědčuje, aby opustil Heather, protože jako Nesmrtelný nemůže mít děti a protože jí uvidí stárnout a umírat. To však Connor odmítne.
Jednoho dne, když Connor není doma, přijede Kurgan. V souboji zabije Ramíreze a znásilní Heather, o níž si však myslí, že je to Ramírezova žena. Heather Connorovi o znásilnění neřekne, dozví se to až v roce 1985, když se Kurgan vysmívá Ramírezově památce. Connor zůstane s Heather až do její smrti. Po pohřbu spálí jejich dům a cestuje po celém světě, až se nakonec usadí v Americe. Z jiných dob je ve filmu ukázána epizoda z 18. století, kdy se opilý Connor v Bostonu účastní souboje, v němž se opakovaně nechá probodávat mečem od muže, jehož jako manžela zneuctil. Dále v době druhé světové války zastřelí nacistického důstojníka a zachrání mladou dívku Rachel, které musí odhalit, že je nesmrtelný. Postupem času se z Connora stává zahořklý a cynický muž.
V New Yorku roku 1985 se odehrává závěrečná série soubojů v rámci Střetnutí zbývající hrstky Nesmrtelných. V této době Connor žije pod identitou obchodníka se starožitnostmi jménem Russel Edwin Nash, pro kterého pracuje zestárlá Rachel. V úvodní scéně filmu Connor v souboji v garážích Madison Square Garden Ramírezovou katanou zabije svého protivníka Imana Fasila. Když ho policie, která již vyšetřuje několik úmrtí stětím hlavy, zadrží v blízkosti místa činu bezprostředně po souboji, podezřívá ho ze spáchání této i předcházejících podobných vražd. Pro nedostatek důkazů ho však musí propustit, ale zůstává jejich hlavním podezřelým. Soudní znalkyně Brenda Wyatt (Roxanne Hart), která je expertkou na historické meče, na místě činu nalezne úlomky z meče starého více než 2000 let. Kvůli svým vědeckým zájmům chce takový meč objevit, a proto se o podezřelého Connora zajímá nad rámec svých povinností vůči policii. Při jeho sledování je svědkem souboje s Kurganem alias Victorem Krugerem, který je však přerušen policií. Brenda také odhalí nesrovnalosti v Connorově současné i dřívějších identitách. Pod tíhou Brendiných důkazů jí Connor o sobě řekne pravdu a zjistí, že se oba do sebe zamilovali. Později se podezřelým z vražd spáchaných useknutím hlavy stává Kurgan, který nakonec unese Brendu, aby Connora donutil k finálnímu souboji. Connorovi se (s malou Brendinou pomocí) podaří svého soupeře porazit a získá Odměnu, která spočívá ve smrtelnosti, ve schopnosti mít děti a v daru telepatie a empatie, pomocí kterých může komunikovat a ovlivňovat nejmocnější a nejchytřejší lidi planety. Do svého nového života Connor vstupuje po boku Brendy.

## Obsazení
| Christopher Lambert | Connor MacLeod / Russell Nash    |
| Roxanne Hart        | Brenda Wyatt                     |
| Clancy Brown        | Kurgan / Victor Kruger           |
| Sean Connery        | Juan Sánchez Villa-Lobos Ramírez |
| Beatie Edney        | Heather MacLeod                  |
| Alan North          | poručík Frank Moran              |
| Jon Polito          | detektiv Walter Bedsoe           |
| Sheila Gish         | Rachel Ellenstein                |
| Hugh Quarshie       | Sunda Kastagir                   |
| Christopher Malcolm | Kirk Matunas                     |
| Peter Diamond       | Iman Fasil                       |
| Billy Hartman       | Dugal MacLeod                    |
| James Cosmo         | Angus MacLeod                    |
| Celia Imrie         | Kate MacLeod                     |

## Další údaje
Barevný, 105 minut dlouhý film byl natočen v kooprodukci USA / GB. Dynamiku mu režisér dodal videoklipovým pojetím, častými změnami záběrů. Filmová kritika vyzdvihla hudbu Queen, herecké výkony Conneryho i Lamberta, nápad s nesmrtelností, nicméně film byl oceněn rozporuplně.